# Allogamus periphetes
Allogamus periphetes là một loài Trichoptera trong họ Limnephilidae. Chúng phân bố ở miền Cổ bắc.